# لیدیا زله
لیدیا زله (انگلیسی: Lydia Zele) یک تکواندوکار آمریکایی است.
او در مسابقات قهرمانی تکواندو جهان ۱۹۸۹ که در سئول برگزار شد، با پیروزی در برابر دنیز پارملی در مرحله یک چهارم نهایی، آنتونیا وگا در نیمه نهایی و مارسیا کینگ در بازی نهایی، مدال طلا را از آن خود کرد.